# Tedania
Genre
Tedania est un genre d'éponges de la famille Tedaniidae. Les espèces de ce genre sont marines.

## Liste des sous-genres
Selon World Register of Marine Species (24 mai 2016) :
- sous-genre Tedania (Tedania) Gray, 1867
- sous-genre Tedania (Tedaniopsis) Dendy, 1924

## Liste d'espèces
Selon World Register of Marine Species (24 mai 2016) :
- Tedania anhelans (Vio in Olivi, 1792)
- Tedania armata Sarà, 1978
- Tedania aspera (Bowerbank, 1875)
- Tedania assabensis Keller, 1891
- Tedania aurantiaca Goodwin, Brewin & Brickle, 2012
- Tedania battershilli Bergquist & Fromont, 1988
- Tedania bispinata Hentschel, 1911
- Tedania brasiliensis Mothes, Hajdu & van Soest, 2000
- Tedania brevispiculata Thiele, 1903
- Tedania brondstedi Burton, 1936
- Tedania charcoti Topsent, 1907
- Tedania chevreuxi Topsent, 1891
- Tedania commixta Ridley & Dendy, 1886
- Tedania conica Baer, 1906
- Tedania connectens (Brøndsted, 1924)
- Tedania coralliophila Thiele, 1903
- Tedania corticata Sarà, 1978
- Tedania cristagalli Dendy, 1924
- Tedania dieita
- Tedania dirhaphis Hentschel, 1912
- Tedania diversirhaphidiophora Brøndsted, 1924
- Tedania elegans (Lendenfeld, 1888)
- Tedania fibrosa Ridley & Dendy, 1887
- Tedania flexistrongyla Koltun, 1959
- Tedania fragilis Baer, 1906
- Tedania fragilis Lambe, 1895
- Tedania galapagensis Desqueyroux-Faúndez & van Soest, 1996
- Tedania gracilis Hentschel, 1914
- Tedania gurjanovae Koltun, 1958
- Tedania ignis (Duchassaing & Michelotti, 1864)
- Tedania inermis Hentschel, 1911
- Tedania infundibuliformis Ridley & Dendy, 1886
- Tedania kagalaskai Lehnert, Stone & Heimler, 2006
- Tedania klausi Wulff, 2006
- Tedania laminariae Sarà, 1978
- Tedania lanceta Koltun, 1964
- Tedania levigotylota Hoshino, 1981
- Tedania livida Goodwin, Jones, Neely & Brickle, 2016
- Tedania macrodactyla (Lamarck, 1814)
- Tedania maeandrica Thiele, 1903
- Tedania massa Ridley & Dendy, 1886
- Tedania mucosa Thiele, 1905
- Tedania murdochi Topsent, 1913
- Tedania obscurata (De Laubenfels, 1930)
- Tedania oligostyla de Laubenfels, 1954
- Tedania oxeata Topsent, 1916
- Tedania pacifica de Laubenfels, 1954
- Tedania palola Hoshino, 1981
- Tedania panis (Selenka, 1867)
- Tedania phacellina Topsent, 1912
- Tedania pilarriosae Cristobo, 2002
- Tedania placentaeformis Brøndsted, 1924
- Tedania polytyla Hentschel, 1911
- Tedania purpurescens Bergquist & Fromont, 1988
- Tedania reticulata Thiele, 1903
- Tedania rhoi Sim & Lee, 1998
- Tedania rubicunda Lendenfeld, 1888
- Tedania rubra Lendenfeld, 1888
- Tedania rudis (Bowerbank, 1875)
- Tedania sansibarensis Baer, 1906
- Tedania sarai Bertolino, Schejter, Calcinai, Cerrano & Bremec, 2007
- Tedania sasuensis Kim & Sim, 2005
- Tedania scotiae Stephens, 1915
- Tedania songakensis Kim & Sim, 2005
- Tedania spinostylota Bergquist & Fromont, 1988
- Tedania strongyla Li, 1986
- Tedania strongylostyla Kennedy & Hooper, 2000
- Tedania stylonychaeta Lévi, 1963
- Tedania suctoria (Schmidt, 1870)
- Tedania tantula (Kirkpatrick, 1907)
- Tedania tenuicapitata Ridley, 1881
- Tedania tepitootehenuaensis Desqueyroux-Faúndez, 1990
- Tedania toxicalis De Laubenfels, 1930
- Tedania trirhaphis Koltun, 1964
- Tedania tubulifera Lévi, 1963
- Tedania turbinata (Dendy, 1924)
- Tedania urgorrii Cristobo, 2002
- Tedania vanhoeffeni Hentschel, 1914
- Tedania verrucosa Carter, 1886
- Tedania vulcani Lendenfeld, 1897
- Tedania wellsae Goodwin, Brewin & Brickle, 2012